# Thure af Billbergh
Thure Carl Christofer af Billbergh, född den 12 januari 1842 i Glava församling , Värmlands län, död den 9 maj 1919 i Västerås, var en svensk fysiker och skolman. Han var sonson till Johan Peter af Billbergh.
af Billbergh var son till bruksförvaltaren Otto Emil Billbergh och hans maka Jeannette E. W. Ribbing, blev student vid Uppsala universitet 1861, filosofie kandidat 1869 och filosofie doktor 1872. Han var lektor i matematik och fysik vid högre allmänna läroverket i Västerås 1873–1907 och rektor vid högre elementarläroverket för flickor i Västerås 1888. af Billbergh blev riddare av Nordstjärneorden 1889 och adelsman vid sin äldre brors död 1896. Han utgav akademiska avhandlingar.